# Saidjamshid Jafarov
Saidjamshid Jafarov (* 16. Januar 1999 in Buxoro als Saidjamshid Rustam Ugli Jafarov) ist ein usbekischer Boxer.

## Karriere
Jafarov gewann 2015 Silber im Bantamgewicht bei der Junioren-Asienmeisterschaft in Taschkent und 2017 Bronze im Leichtgewicht bei der Jugend-Asienmeisterschaft in Bangkok.
2020 sowie 2021 wurde er jeweils Usbekischer Meister der Erwachsenen im Mittelgewicht und gewann auch Gold im Mittelgewicht bei der Asienmeisterschaft 2021 in Dubai. Bei der Weltmeisterschaft 2021 in Belgrad schied er im Viertelfinale mit 2:3 gegen Weerapon Jongjoho aus.
2022 gewann er im Mittelgewicht erneut Gold bei der Asienmeisterschaft in Amman und nahm 2023 im Halbmittelgewicht an der Weltmeisterschaft in Taschkent teil, wo er mit Siegen gegen Tiago Muxanga, Marco Verde, Angel Llanos, Igor Swiridtschenkow und Wanderson de Oliveira das Finale erreichte, wo er gegen Aslanbek Schymbergenow verlor.
Sein Profidebüt gewann er am 30. November 2024 bei der Veranstaltung RCC Boxing Promotions in Jekaterinburg einstimmig nach Punkten gegen Gor Oganessjan.
Am 31. Januar 2025 gewann er bei der in Moskau veranstalteten Profiserie Champions Night des Amateurverbandes IBA den Europameistertitel im Halbmittelgewicht.